# Баранова, Екатерина Фёдоровна
Екатерина Фёдоровна Баранова (ум. 1792) — русская актриса

 Императорских театров Российской империи; сестра актрисы Аграфены Фёдоровны Барановой.

## Биография
Екатерина Баранова поступила на сцену около 1774 года на амплуа молодых любовниц, в 1783 году была уволена, затем 1 января 1784 года по прошению снова принята в труппу с годовым окладом 900 рублей при казенной квартире, с 1 января 1788 года содержание ее увеличено до 1100 рублей и, кроме того, „за употребление при спектаклях своих уборов“ её было назначено добавочное вознаграждение по 300 рублей ежегодно. 
Баранова пользовалась репутацией весьма талантливой драматической артистки, исполняя первые роли в комедиях и роли принцесс в трагедиях. Кроме того, она славилась также, как лучшая в труппе исполнительница русской пляски (с танцовщиком Балашевым) в балетах Канцони.
Екатерина Фёдоровна Баранова умерла 21 мая 1792 года.